# Ars amatoria
De Ars Amatoria of Ars Amandi (Latijn voor "De kunst van de liefde" resp. "De kunst van het beminnen") is geschreven door Publius Ovidius Naso en is de oudste systematische handleiding tot verleiden. Het is een leerdicht in drie boeken en bevat in totaal 2330 versregels. De eerste twee boeken dateren van circa 1 v.Chr. en het derde van circa 1 n.Chr. Mannen wordt in boek 1 (772 verzen) en 2 (746 verzen) de kunst van het versieren onderwezen en vrouwen in boek 3 (812 verzen).
Ovidius gebruikt een zeer open en luchtige stijl, naar het ironische toe. Het werk past in een periode waarin hij vaak werken schreef gebaseerd op liefde en verleiding, zoals Medicamina Faciei Femineae (“Schoonheidsmiddelen voor het vrouwelijke gelaat”), Remedia Amoris (“Remedies tegen de liefde”), Amores (“Minnedichten”) en Heroides of Epistulae Heroidum (“Heldinnenbrieven”).

## Eerste boek
Volgens Ovidius moet een man eerst een doelwit uitzoeken om te beminnen. De tweede taak is om het vrouwenhart te winnen. Daarna is het zaak te waken dat de hartstocht blijft. 
De stad Rome is rijk aan vrouwelijk schoon, of het nu gaat om jonge, volwassen of rijpe vrouwen. Galerijen, tempels, markten, theaters, renbanen, het Forum en feestdiners zijn allemaal geschikte plaatsen om vrouwen te ontmoeten. In de renbaan moet een man naast de vrouw van zijn keuze gaan zitten en een algemeen gesprek beginnen. Een man moet met belangstelling vragen welke paarden meedoen en zonder meer kiezen voor het paard dat de vrouw haar voorkeur gunt. Verder moet hij de vrouw attenties bewijzen. Zand dat opspringt tegen haar kleren, moet hij wegvegen en met een lichte waaier moet hij voor wat wind zorgen. Ovidius noemt niet alle plekken die geschikt zijn voor de vrouwenjacht, want er zijn er meer dan korrels zand. 
Ovidius beschrijft de volgende tips om een vrouw te versieren:
- Bedenk dat iedere vrouw veroverd kan worden.
- Sta op goede voet met haar kamermeisje.
- Kies het juiste moment.
- Schrijf haar een brief vol vleierijen en beloften.
- Leer welsprekendheid en volhard.
- Blijf zo veel mogelijk in haar nabijheid.
- Verzorg je voorkomen, maar wees niet verwijfd.
- Wees matig met wijn.
- Hou haar minnaar te vriend.
- Wees niet karig met eden en beloften.
- Complimenteer en kus haar.
- Gebruik zacht geweld tegen haar.
- Neem het initiatief, maar doe ook een stapje terug.
- Zorg dat je er bleek en mager uitziet.
- Wees op je hoede voor vrienden en verwanten.
- Pas je aan haar aan.

Opvallend is dat Ovidius mannen ook waarschuwt om zich door vrouwen geen geld of goederen afhandig te laten maken, want die verstaan de kunst een verliefde vrijer kaal te plukken.

## Tweede boek
Als een man een vrouw veroverd heeft, moet hij haar aan zich binden. Ovidius raadt toverkunsten en liefdesdrankjes af om te verhinderen dat een vrouw ervandoor gaat, omdat ze niet helpen. 
Hij geeft mannen de volgende tips voor een duurzame relatie:
- Werk aan je karakter en ontwikkel je intellect.
- Vermijd harde woorden.
- Hou vol en wees gedienstig.
- Win de sympathie van haar personeel.
- Stuur kleine maar fijne geschenken.
- Lees een liefdesgedicht voor.
- Laat haar met de eer strijken.
- Streel haar ijdelheid.
- Wees haar liefdevolle verpleger.
- Ga niet langdurig weg.
- Laat je niet betrappen op overspel.
- Slik geen liefdesdrank.
- Beken ontrouw voor een hartstochtelijke verzoening.
- Ken jezelf.
- Verdraag tegenvallers.
- Wees niet jaloers op rivalen.
- Betracht discretie in de liefde.
- Verbloem haar tekortkomingen.
- Geniet van een rijpe vrouw.
- Rek het liefdesspel en streef naar een gelijktijdig orgasme.

## Derde boek
In het derde boek zijn vrouwen aan de beurt om van versiertips voorzien te worden. Ovidius begint met vrouwen te vragen alvast aan hun oude dag te denken. Dan liggen zij ’s nachts eenzaam in bed, wordt er ’s avonds niet meer aan hun deur gebeukt en gesmeekt en ligt ’s ochtends vroeg hun stoep niet meer vol met rozen. Vrouwen moeten daarom genieten van hun jeugd en zich niet schamen over de liefde. Ovidius behandelt de volgende tips om een man te bekoren:
- Verzorg je kapsel.
- Kies mooie maar geen te dure kleding.
- Wees zuinig met make-up.
- Maak je toilet in afzondering.
- Camoufleer je onvolmaaktheden.
- Lach en huil gedistingeerd.
- Loop elegant.
- Ontbloot een bovenarm en een stukje schouder.
- Leer zingen en muziek maken.
- Ken de literatuur.
- Oefen je in dans en spel.
- Doe niet aan sport, maar flaneer in de stad.
- Begeef je onder de mensen.
- Wees op je hoede voor bedriegers.
- Voed hoop en vrees door een liefdesbrief na kort uitstel te beantwoorden.
- Verzorg je briefwisseling.
- Word niet boos.
- Wees niet hooghartig.
- Maak oogcontact en glimlach terug.
- Kijk vrolijk en niet somber.
- Kies de juiste man op de juiste plaats.
- Behandel jonge en oudere minnaars niet op dezelfde wijze.
- Neem mannen in het ootje.
- Misleid je bewaker.
- Wees niet goedgelovig.
- Laat mannen in de waan verkeren dat ze bemind worden.
- Ga laat naar een feest en wees matig in spijs en drank.
- Beheers het minnespel en simuleer zo nodig een orgasme.

## Censuur
In zijn latere werk beweerde Ovidius dat zijn liefdespoëzie mee de oorzaak was van zijn verbanning naar Tomis (carmen et error, waarbij vaak wordt aangenomen dat het 'lied' een voorwendsel of dekmantel was om de politieke 'fout' te bestraffen). Ook klaagde de dichter dat zijn werk in Rome werd geweerd uit openbare bibliotheken en dat men het zelfs in privéwoningen niet in het zicht durfde te laten. Omdat er nauwelijks andere bronnen zijn over de verbanning en de censuur, wordt er soms aan getwijfeld of dit allemaal werkelijk zo is verlopen. Feit is in elk geval dat de Ars amatoria in latere eeuwen het voorwerp is geweest van censuur. Het was slachtoffer van de boekverbranding die Savonarola in 1497 hield te Florence en in 1928 werd de import ervan naar de Verenigde Staten verboden (wat in 1930 evenwel weer werd opgeheven).

## Nederlandse vertalingen
- Die Conste der Minnen, vert. Marius Laurier, 1564 (herdruk 1581)
- De arte amandi Oft De Conste der Minnen, 1599
- Minne-Kvnst, vert. Johan van Heemskerk, 1622 (herdruk 1626)
- Avond-school voor Vryers en Vrysters... op onse tyden en Zeden gepast, vert. Jacob Westerbaen, 1665 (herdrukt tot 1751)
- De kunst der vrijage. Twintig eeuwen oude, maar niet verouderde Liefdeswenken, prozavertaling "hier en daar beknot" door Jan Meihuizen, 1941 (herdruk 1949)
- De Minnekunst & Remedies tegen de liefde, ingeleid, toegelicht en vertaald door Eddy De Laet, 1978, ISBN 9789002139758
- Minnekunst, vertaald door Micha Kat, 2000, ISBN 9789041404381
- Lessen in liefde. Ars amandi & Remedia amoris, vert. Marietje d'Hane-Scheltema, 2004, ISBN 9025336809

## Voetnoten
1. ↑  Tristia, 1.3 en Epistulae ex Ponto, 1.1.1-11
2. ↑  Ovid and the Censored Voice, Colby College (geraadpleegd 11 juni 2022)